# 2019年6月9日香港逃亡犯条例改正案反対デモ
2019年6月9日香港逃亡犯条例改正案反対デモ（2019ねん6がつ9にち ほんこんとうぼうはんじょうれい かいせいあんはんたいデモ、中国語の正式名称：「守護香港反送中」大遊行、中国語の通称：6月9日大遊行、69大遊行）は2019年逃亡犯条例改正案への反対を目的として、民間人権陣線（民陣）の主催で2019年6月9日に行われたデモである。改正案の香港立法会での審議をめぐり、5月3日から24日まで民主派と建制派の間で議員の間でもみ合いになるほどの激しい攻防があったが、政府は改正案委員会の審議を待たずに6月12日に第二読会を再開することを決定した。これにより、逃亡犯条例改正案の反対運動は5月末には社会運動に発展した。2019年6月9日のデモは反対運動における初の大規模なデモであり、同日には香港のほか世界中で29の都市で集会が開催された。デモの後、政府は第二読会の予定を変更しないと発表したが、第二読会の予定日である6月12日に大規模デモが行われ、参加者が主要道路を占拠するなどした結果、審議が延期された。その後、6月15日に法案審査のさらなる延期が発表された。
デモ主催者の民陣は6月2日に警察から「不反対通知書」（Letter of no objection）を受け取り、9日15時より銅鑼湾のヴィクトリアパークの芝生から出発して金鐘の立法会総合ビルまで行進することを許可された。民陣はデモの主催にあたり、30万人の参加を呼びかけたが、9日の14時までにヴィクトリアパークの芝生の8割がデモ参加者であふれたため、15時から40分前倒しして14時20分にデモ行進を開始した。以降デモ隊は18時すぎまでにヴィクトリアパークを出発し、22時に民陣がデモの終了を宣言した。デモの参加者数は、主催者発表では103万人、警察発表ではヴィクトリアパークから出発した時点で15万3千人、最も多い時点で24万人である。主催者発表の103万人という参加者数は、2003年7月1日香港デモにおける50万人を大幅に上回る数字であるが、1週間後の2019年6月16日香港逃亡犯条例改正案反対デモでさらにこれを上回る数字が発表されている。このデモは世界中のマスコミから広く注目され、10日には『ニューヨーク・タイムズ』と『ワシントン・ポスト』が1面でデモについて報じた。

## 背景

### 逃亡犯条例改正案の提出と審議
2019年2月、香港政府は容疑者の身柄引き渡し手続きを簡略化して、中国大陸、マカオ、台湾（中華民国）にも刑事事件の容疑者を引き渡しできるようにする2019年逃亡犯条例改正案を提出した。改正案の直接のきっかけとなったのは、2018年2月17日に台湾で起きた潘暁穎殺人事件である。殺人事件が香港で起きたものではなく、香港の刑法では殺人罪で訴追できなかったため、逃亡犯条例の規定で中国大陸やマカオが除外されていることが「抜け穴」であると香港政府は主張した。改正案が成立した場合、香港行政長官は事例毎に引き渡し要請を受け付けることになる。要請を受け付ける容疑には殺人罪のほかには贈収賄、入出国審査官に対する詐欺など7年以上の懲役刑が科される可能性のある犯罪が30種類以上含まれる。また、中国大陸などから要請を受けて資産凍結や差押を行うこともできるようになる。
改正案の香港立法会での審議では4月3日に第一読会を通過した後、5月3日から24日まで法案委員会の主席選出をめぐって民主派と建制派の間で議員の間でもみ合いになるほどの激しい攻防があったが、政府は改正案委員会の審議を待たずに6月12日に第二読会を再開することを決定した。

### 改正案の反対運動
改正案の提出直後より、世論は香港の裁判権の独立性に悪影響を及ぼすと危惧し、香港法廷弁護士協会、香港事務弁護士協会、キリスト教の教会などが中国大陸への引き渡しを盛り込む改正案への反対を表明した。民間人権陣線（民陣）は3月31日に1回目の反対デモを実施、主催者発表で12,000人、警察発表で5,200人が参加した。4月28日に実施された2度目の反対デモでは主催者発表で13万人、警察発表で22,800人が参加したデモが実施された。その後、世論の盛り上がりをみた民陣は、6月9日に3度目の反対デモを実施することとした。

## デモの経過

### デモの計画
2019年5月29日、デモを主催する民間人権陣線（民陣）は警察代表40名との会議でデモの行進ルートなどについて議論した。民陣が提示したルートでは銅鑼湾の東角道から行進する予定だったが、警察はそれをヴィクトリアパークに変更することを要求した。また、行進ルートの軒尼詩道は4車線と香港トラムの線路があったが、警察は行進ルートを3車線に制限し、必要に応じてトラム線路も開放することを要求した。これに対し、民陣は4車線とトラム線路を全て開放する必要があると不満を示したが、警察は折れず、民陣の代表は警察の決定に抗議して会議の途中で退席、6月1日までに再度打ち合わせを行うよう求めた。
警察は6月2日にデモへの「不反対通知書」（Letter of no objection）を発したが、この通告では警察側の要求が決定事項として盛り込まれており、デモ行進のルートがヴィクトリアパークから始まり、車線についても3車線しか開放しなかった。警察発表では、東角道と比べてヴィクトリアパークの芝生の面積が大きいため、ヴィクトリアパークから出発したほうが安全であり、また4車線全てを開放することは交通に極めて大きい影響を与えるため不可能であるとしている。
6月7日と8日には政治家の朱凱廸、姚松炎、パウルス・ツィンメルマン、胡志偉が香港島と九龍で自転車を利用したデモ行進を行い、逃亡犯条例改正案への反対を改めて表明するとともに9日のデモへの参加を呼びかけた。また、黄子悦、劉康、楊逸朗、陳家駒、周永康、岑敖暉、孫曉嵐、梁麗幗など多くの人物が動画を発表し、逃亡犯条例の改正が香港における人権と自由に悪影響を与えるとしてデモへの参加を呼びかけた。

### デモ行進中の交通

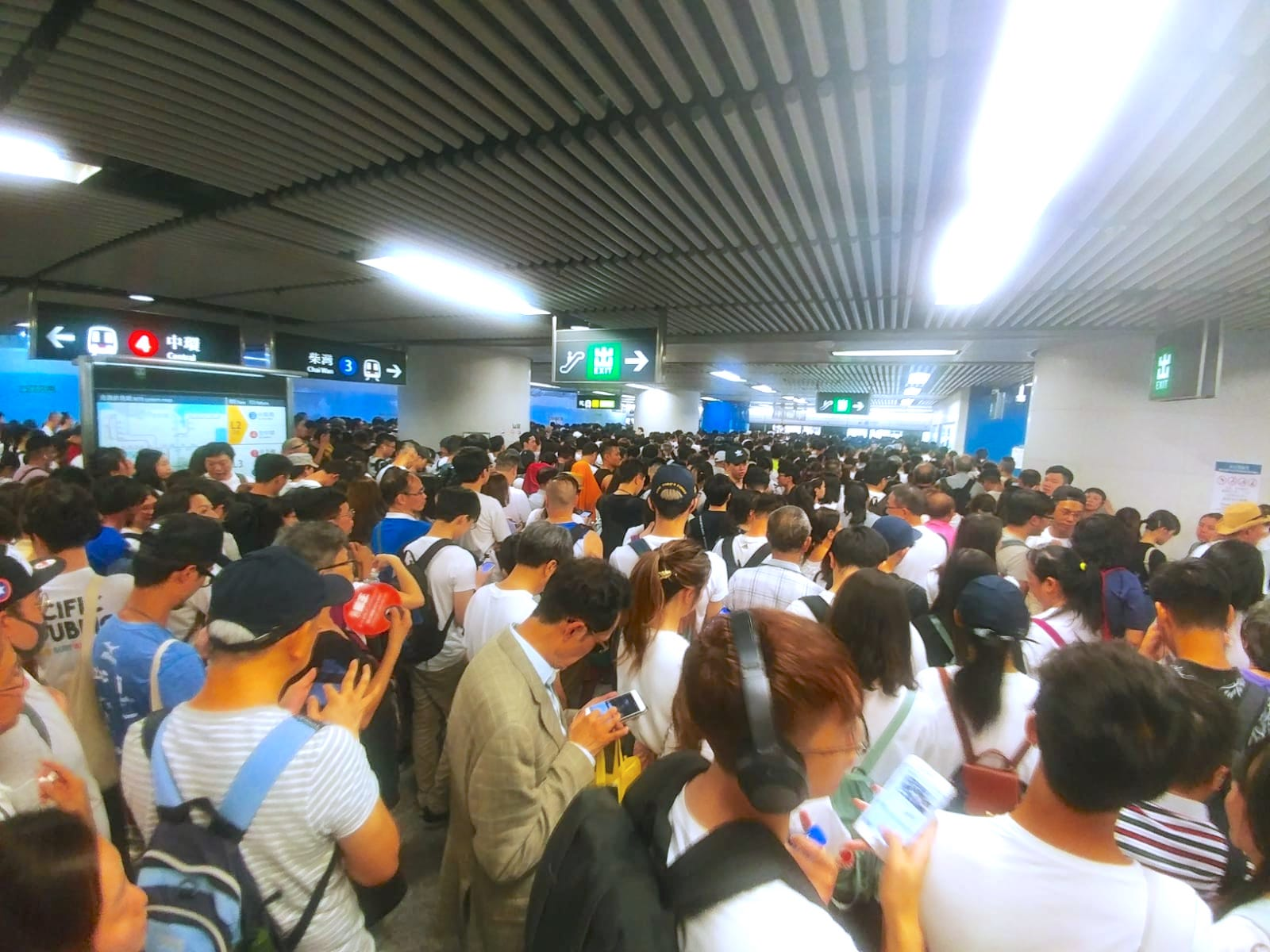
金鐘駅の3番ホーム。デモ参加者であふれており、平均で8、9本目の列車になってようやく乗れるという状況だった。

デモ行進の期間中には港島線の銅鑼湾駅、天后駅、中環駅、荃湾線の旺角駅、尖沙咀駅がラッシュ時以上の混雑になり、改札口が一時的に閉鎖されることとなった。また、天后駅ではホームの混雑により停止せず通過する列車もあった。香港駅と中環駅を結ぶ地下通路もデモ参加者であふれた。17時には炮台山からヴィクトリアパークまで徒歩でしか進めず、デモ隊が北角の電廠街(Tin Chong Street)まで長蛇の列をなすほどだった。香港島の対岸にあるスター・フェリー・ピアでもフェリー乗り場に並ぶ列が香港スペース・ミュージアムまで伸びた。
新界においては多くのバス停で長蛇の列ができていた。うち元朗から天后に向かう路線バス968番では並び始めてから11から12便目のバスになってようやく乗れるという有様だった。

### デモの経過

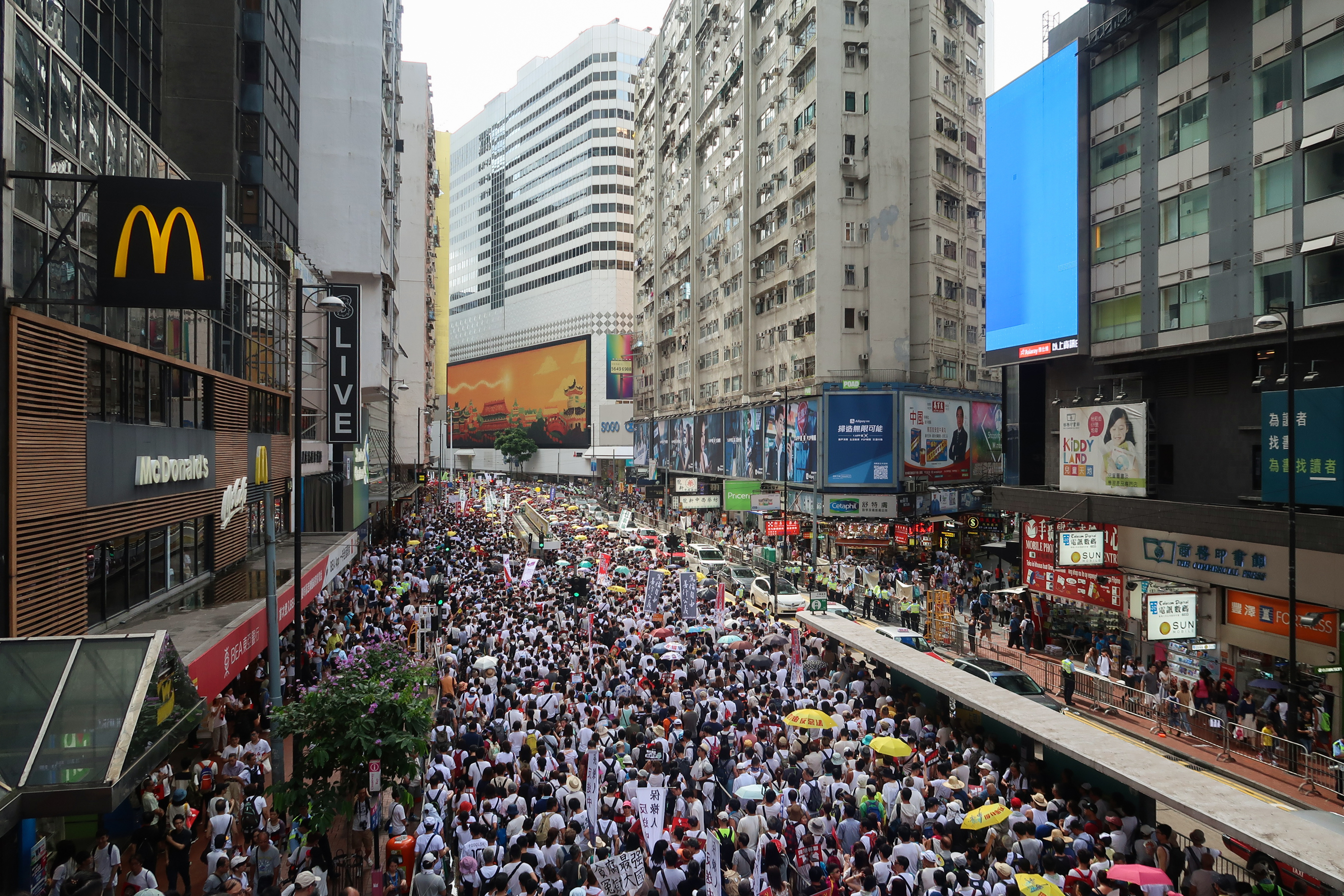
デモ参加者が銅鑼湾の怡和街を通る様子
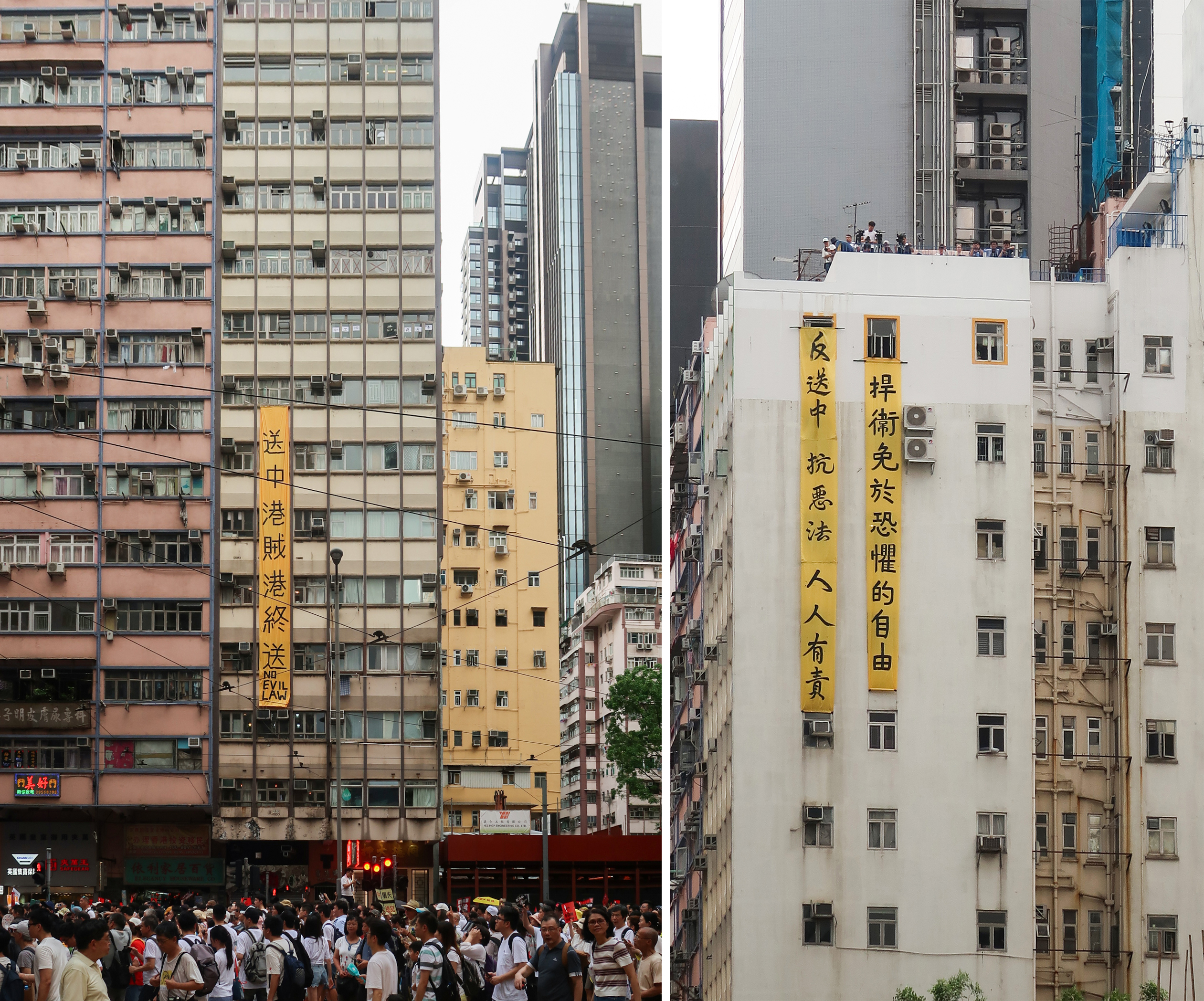
湾仔のビルに掲げられた懸垂幕
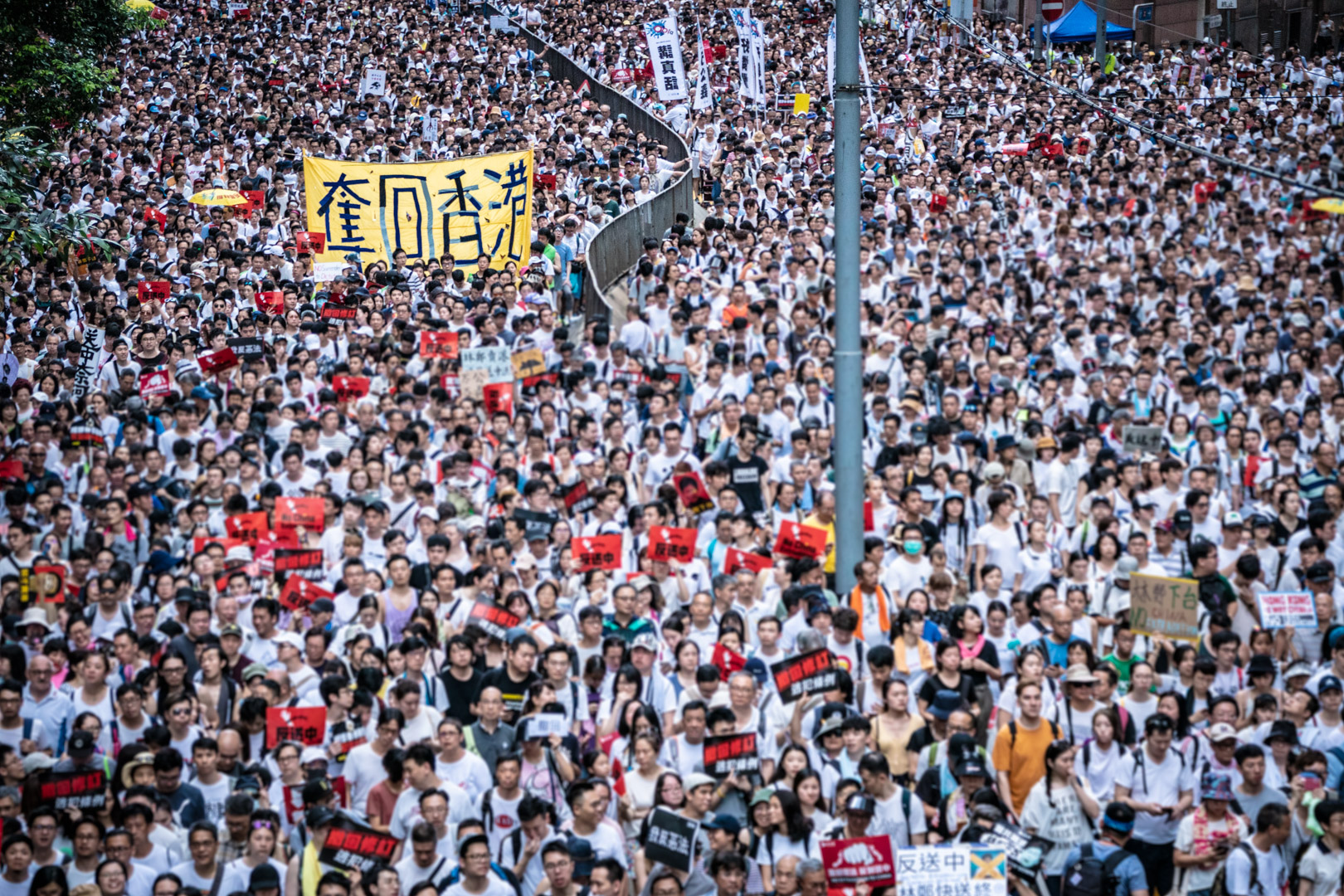
デモ参加者が湾仔の怡和街を通る様子
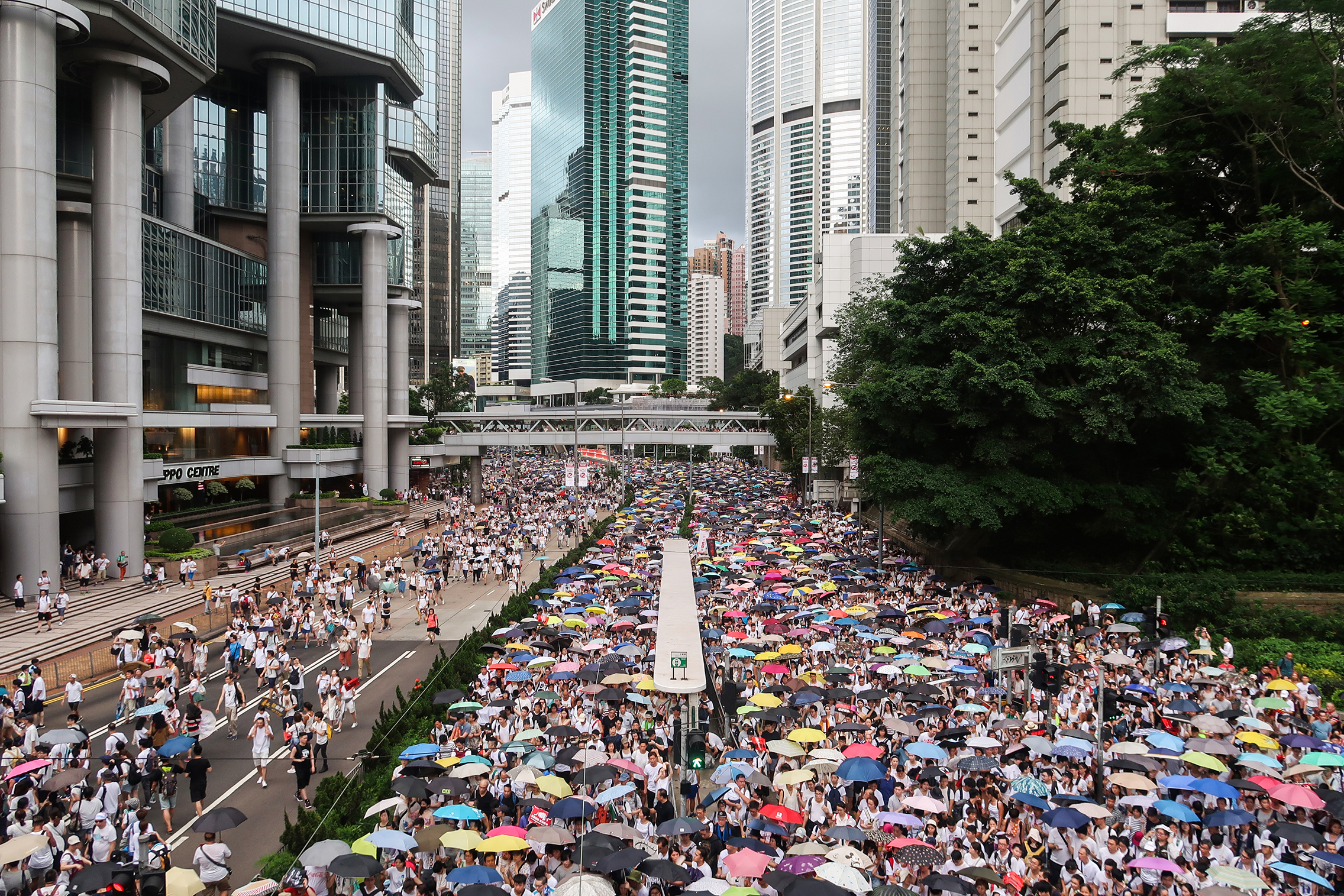
金鐘道（中国語版）では夕方に一時雨が降り、デモ参加者が2014年香港反政府デモのときのように傘をさした

デモ行進はヴィクトリアパークの芝生を起点とし、高士威道、禮頓道、伊榮街(Irving Street)、邊寧頓街(Pennington Street)、軒尼詩道、金鐘道、樂禮街、夏慤道、添美道を経由して、添美道にある立法会総合ビルを終点としていた。
行進が始まる時間は15時の予定だったが、ヴィクトリアパークの芝生がデモ参加者であふれ、倒れる年寄りが続出したため、民陣は警察の求めに応じて、行進を40分前倒しして14時20分に開始した。デモ隊の先頭には「反送中」と書かれた巨大な懸垂幕が民主党初代主席の李柱銘、元立法会議員呉靄儀、蘋果日報を創刊した黎智英、歌手の何韻詩と黄耀明により掲示され、「反送中、撤惡法、林鄭下台」のスローガンを叫びながら行進し、両側に立つ市民は拍手してデモ隊を歓迎した。一方の起点ヴィクトリアパークでは警察がサッカー場の開放を拒否したため、デモ参加者が園内で道を塞がれ緩慢にしか進めなくなり、結局デモ参加者が「開路」（道を開け）と騒ぎ立てたのち警察が折れてサッカー場を開放した。
行進ルートの両側にあり、ルート自体から外れる道路である糖街、記利佐治街、渣甸街、利園山道、波斯富街でもデモ参加者であふれ、それぞれが赤色の背景に黒文字で「反送中」と書かれたプラカードを持って「林鄭月娥下台」（林鄭月娥は辞任せよ）のスローガンを繰り返した。人数の多さにもかかわらず警察が全ての車線の開放を頑なに拒否したが、やがて17時頃に開放したのちは軒尼詩道の車線全てがデモ参加者であふれた。ほかにも保安局長の李家超や律政司司長の鄭若驊の辞任を求めるスローガンもあった。デモ行進はその後、22時頃まで続いた。
デモ行進の終点近くの夏慤道では1車線しか開放されておらず、デモ参加者の一部がそれを理由に金鐘で止まって前進を拒否した。19時すぎになってデモ参加者数人が夏慤道の占拠を試みたが失敗、警察1名がトウガラシスプレーを使用するという事件がおきた。

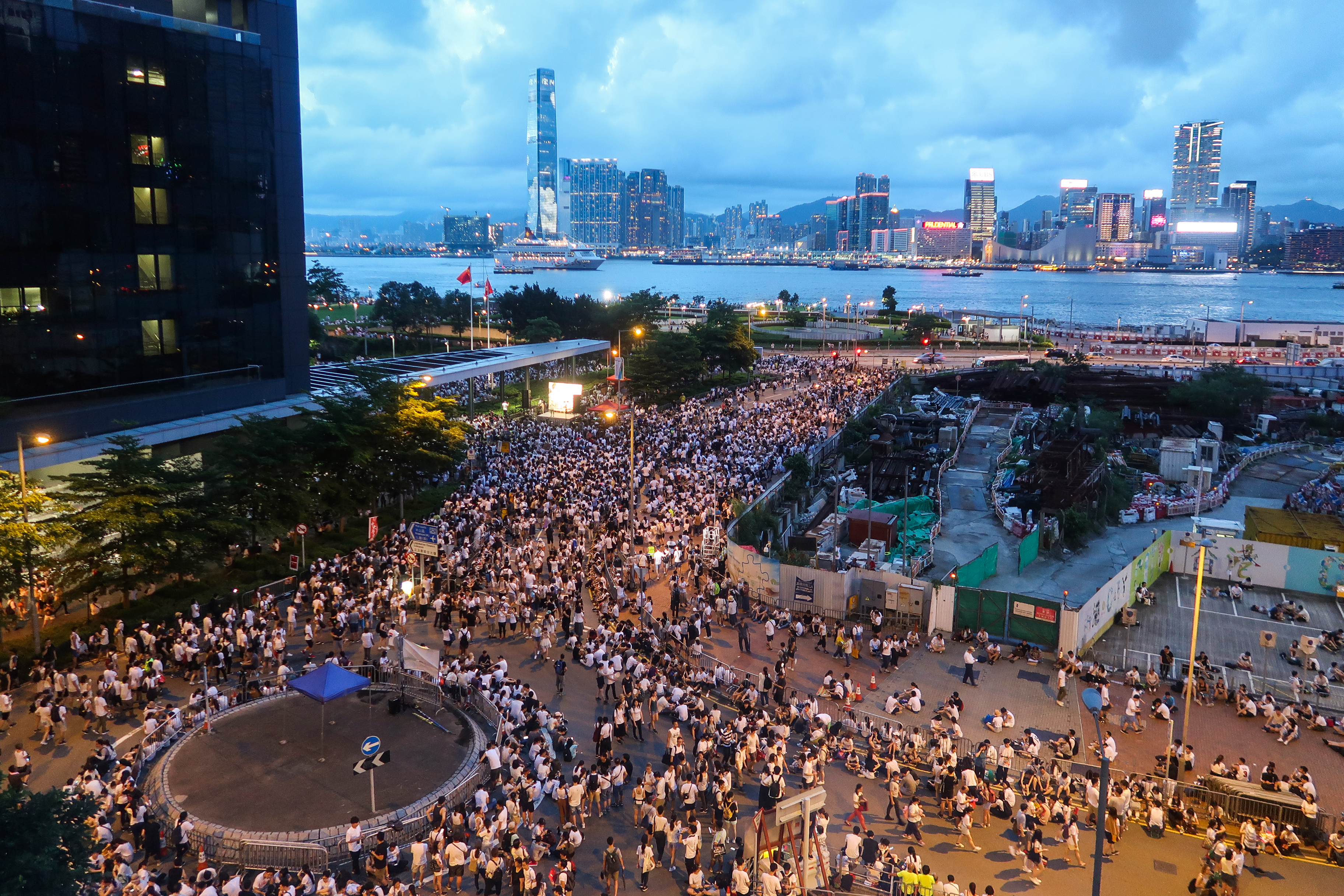
19時に民陣が立法会道(Legislative Council Road)で集会を開催している様子
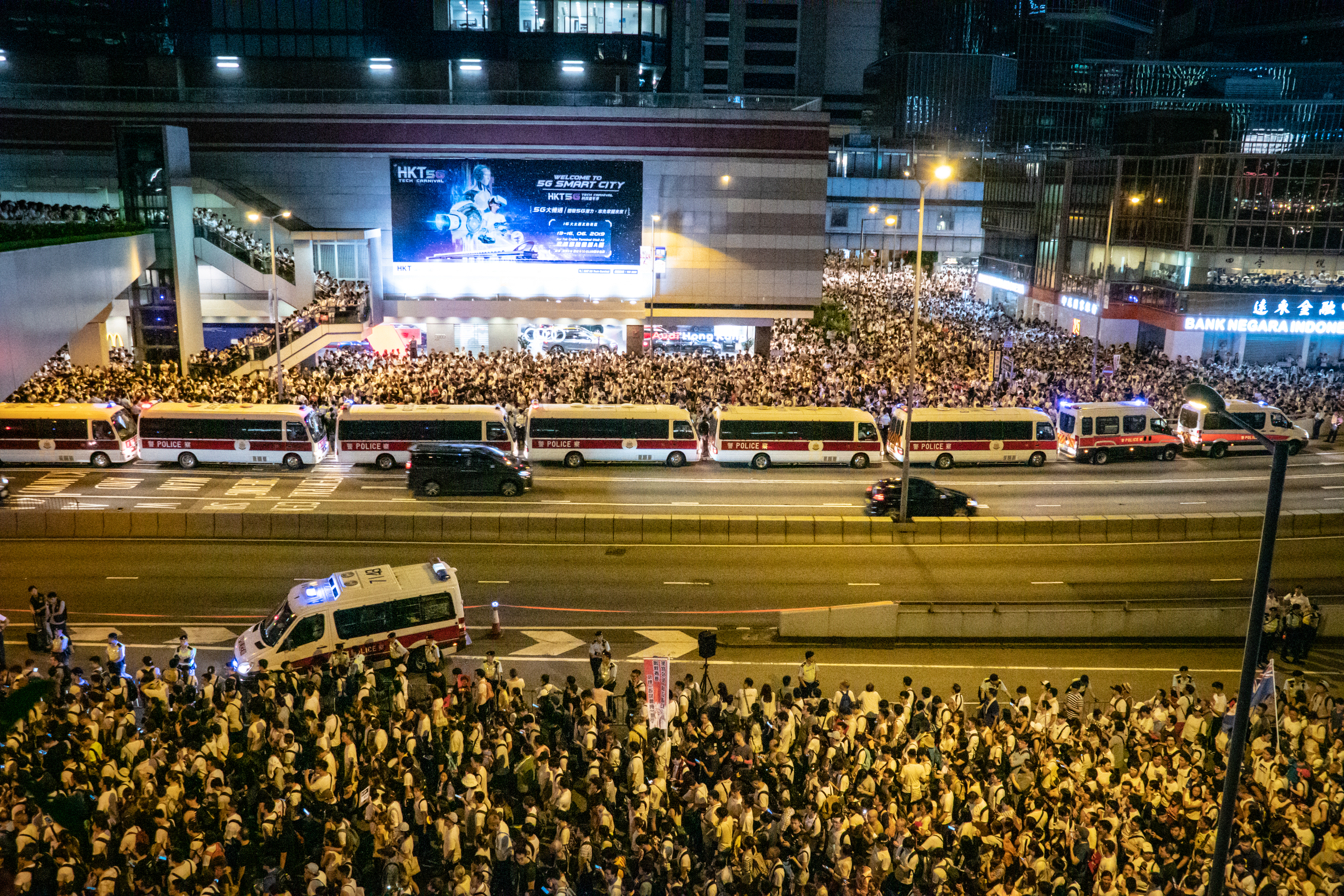
20時になっても続いているデモ行進とデモ隊を囲むように配置された警察車両
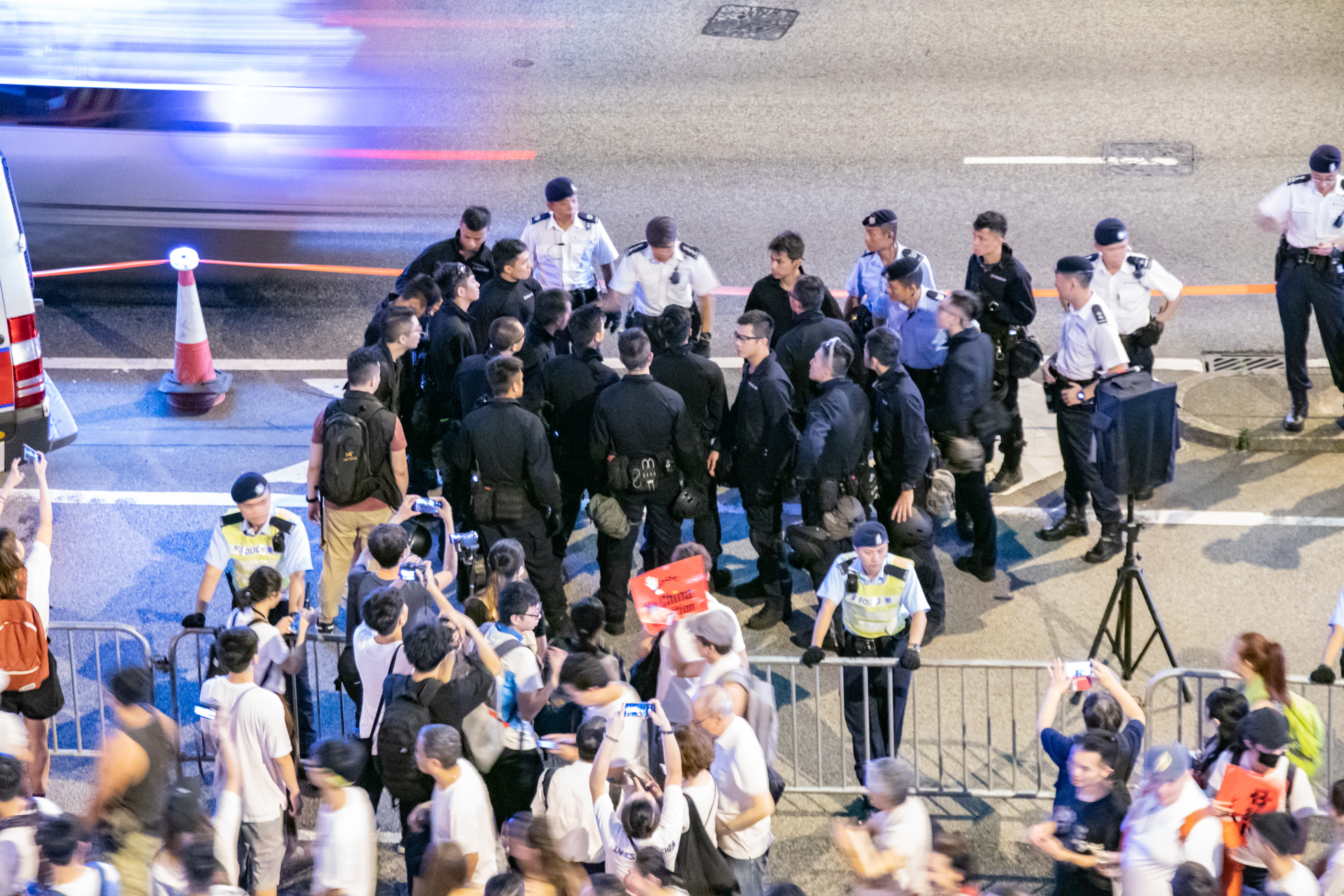
21時に警察により配備された特殊戦術小隊
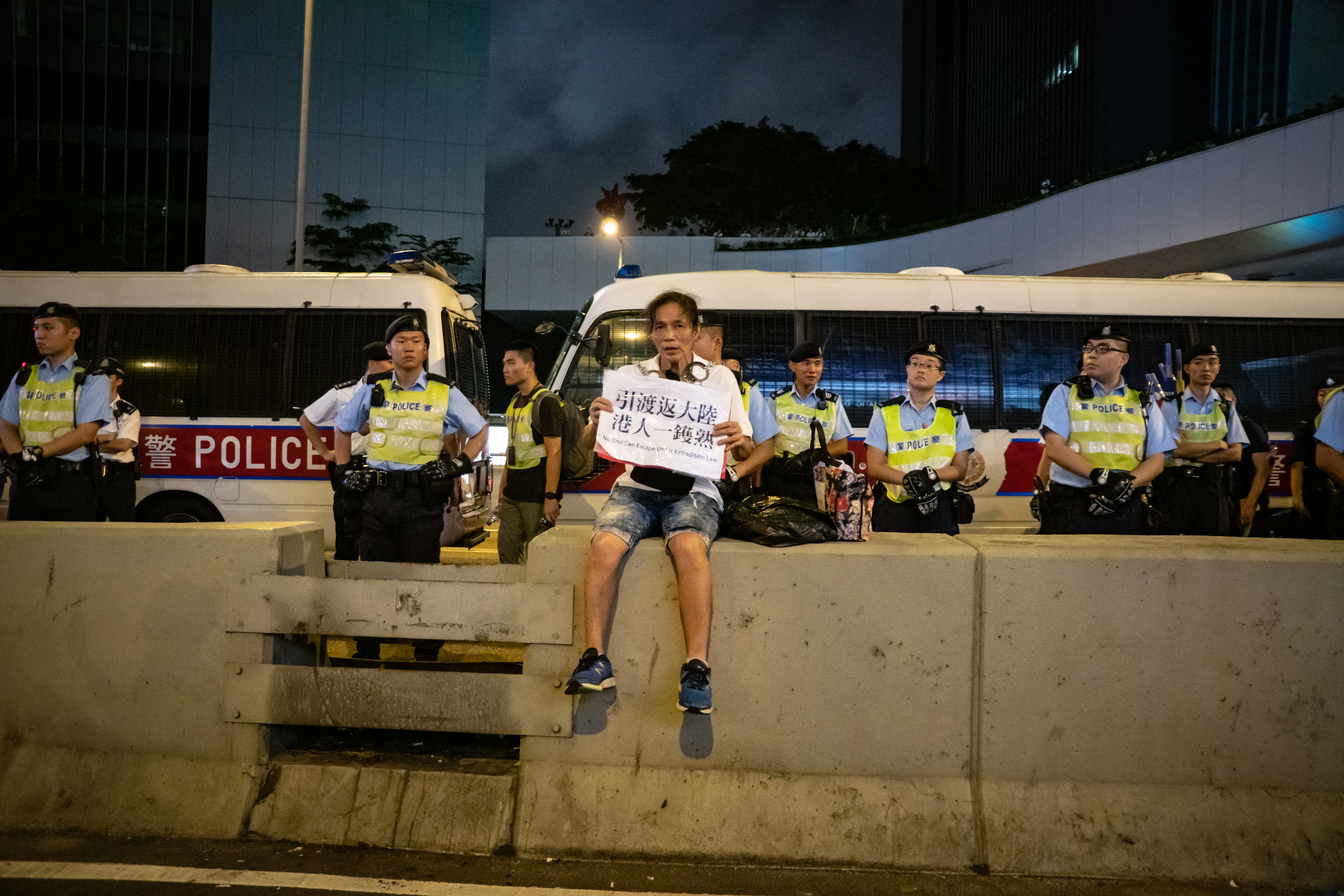
22時半に夏慤道（中国語版）でスローガンを展示するデモ参加者

### 行進後の衝突

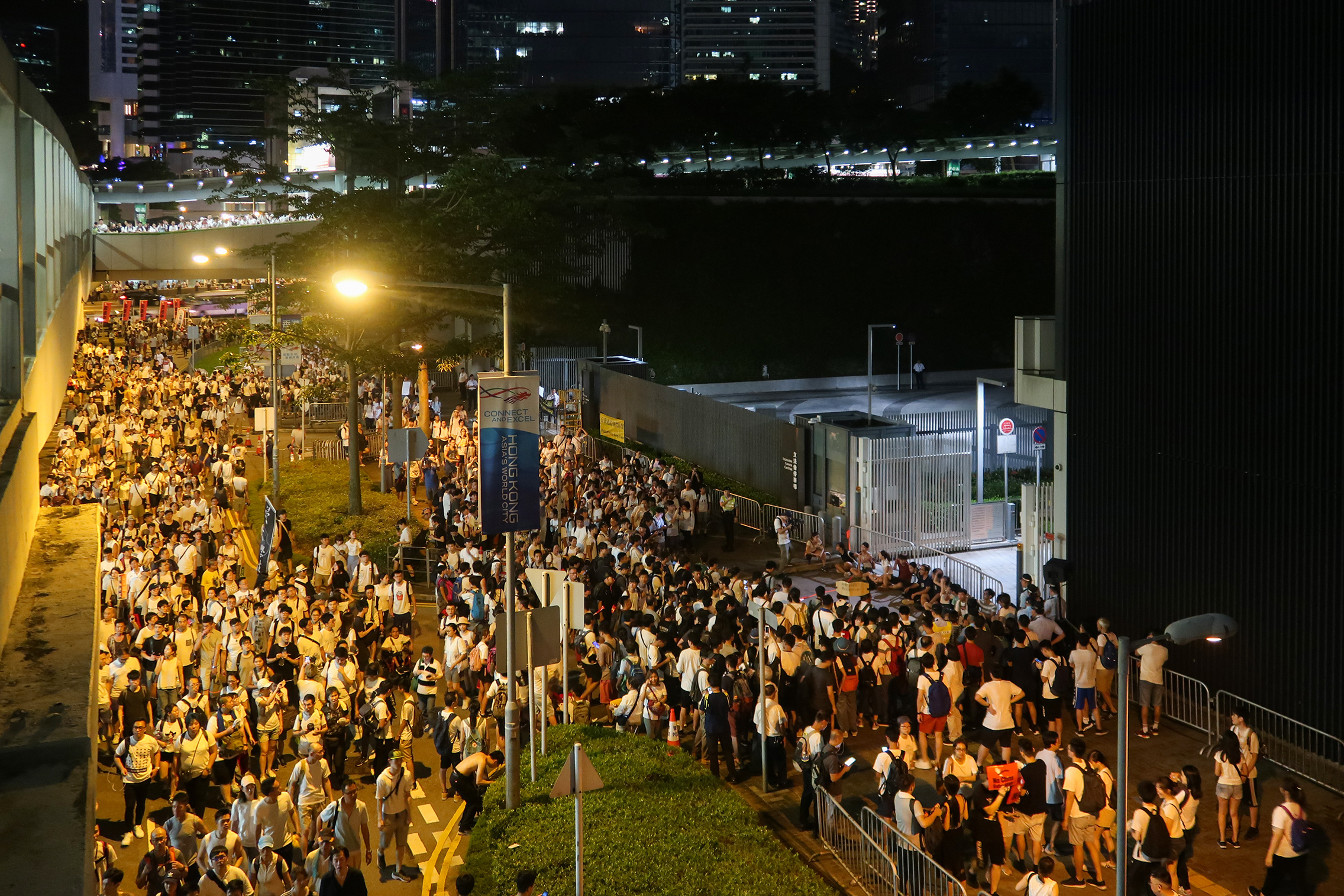
20時33分に立法会総合ビルの駐車場前に座り込む香港衆志の成員。その後、警察により2時半頃に1人ずつ運び去られた

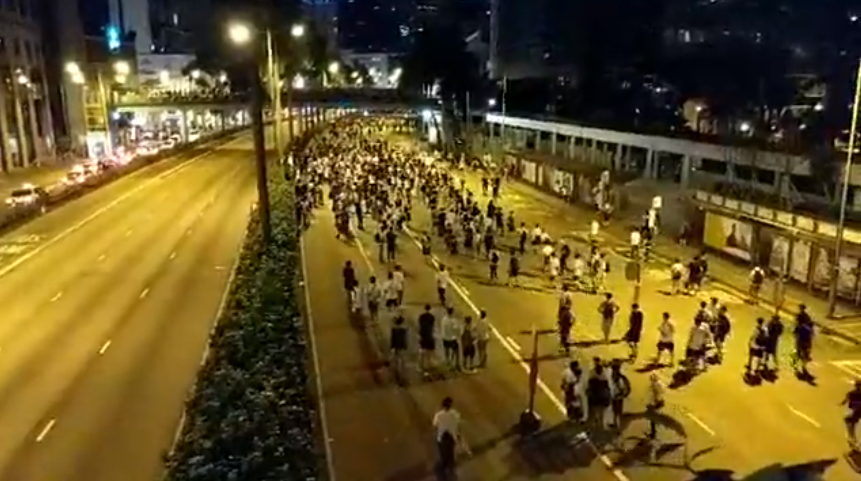
10日の午前2時すぎに分域街から告士打道の車線に出て、ごみ箱やバス停標識柱などをバリケードとして用いた様子

20時33分、香港衆志は立法会総合ビルの駐車場前に座り込み、デモ参加者に「堵塞立法會」（立法会の封鎖）を呼びかけた。また、政府に対しては保安局長の李家超と行政長官の林鄭月娥との会談を要求した。その後、警察により10日の午前2時半頃に1人ずつ連行された。
また9日の23時には政府が逃亡犯条例改正案の第二読会の予定（6月12日）を変更しないと発表したため、デモ参加者の一部が立法会総合ビルの占拠を試みた。これに対し機動隊がトウガラシスプレーと警棒による鎮圧を試みたが、警察1名が警棒で殴られるという事件もおき、合計では警察3名と無綫電視のカメラマン1名が負傷した。そして、警察はデモ隊に違法デモへの参加をやめるよう警告したのち、デモ隊を立法会近辺から追い出した。デモ隊数百人はすぐに龍和道に移ってバリケードを設けたが、警察の特殊戦術小隊により分断され、西の中環と東の湾仔の2方向に追いやられた。
東側のデモ隊は午前2時すぎに分域街から告士打道の車線に出て、ごみ箱やバス停標識柱などをバリケードとして設置し、一方西側のデモ隊は添馬公園からセントラル・フェリーターミナルまで追いやられ、フェリーターミナルで休んでいた記者も追い出された。このとき、立場新聞の記者が取材中に警察から「垃圾」（ごみ）とののしられ、記者であると身分を表明した後も警察用の盾で押されたり、カメラにフラッシュを向けられたりしたという事件がおきた。さらに警棒で指差されつつ「不要拍攝」（撮影するな）と命じられたほか、警察1名が記者の鞄にあるボトルウォーターを武器であると主張して捜査を要求した。香港記者協会は警察の行為が取材権の侵害であるとして抗議した。現場にいた記者は後に「このような取材の経験は深圳河の北（中国大陸）ではよくあることだが、まさか香港でもこのような経験をするとは思わなかった。そして、おそらく、今後も頻繁に起こるだろう」との感想を述べた。西側のデモ隊を追いかけていた警察は香港駅の人道橋まで前進したのち、フェリーターミナルでデモ隊の一部を押し倒して逮捕した。
東側のデモ隊については3時頃より告士打道の旧湾仔警察署近くで包囲されたが、その間にデモ参加者2名が倒れて病院に運ばれた。また、逮捕する前にデモ隊に帽子やマスクを外すよう要求して、上司になだめられるという事件もあった。そして、警察は4時に包囲したデモ隊358人に対し、違法デモに参加した疑いがあるとして持ち物検査を行い、デモ隊の写真を撮影したのち釈放した（違法デモへの参加の容疑による起訴については留保した）。その後、IDカードを持っていないことを理由に逮捕されたデモ隊1名を除き、6時までに全員が釈放された。

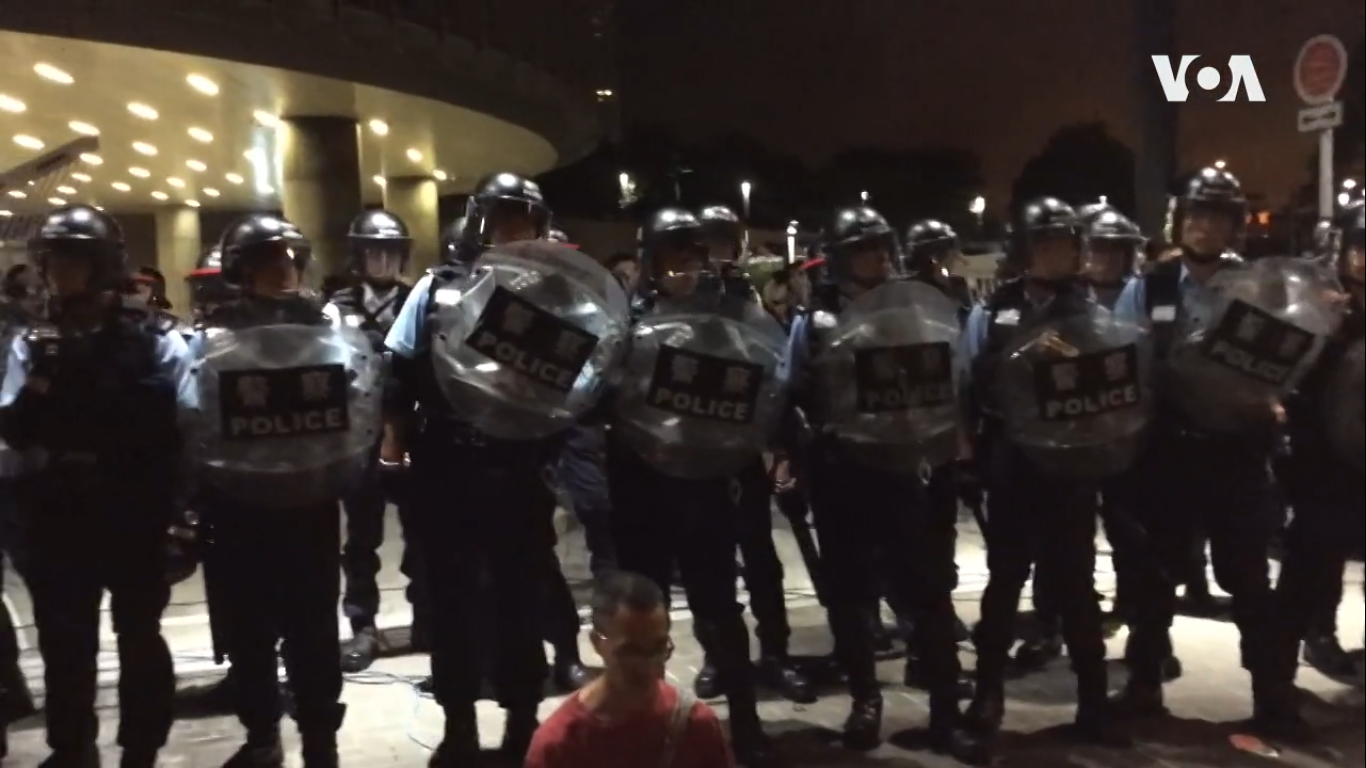
機動隊を背に座り込みを続けるデモ参加者
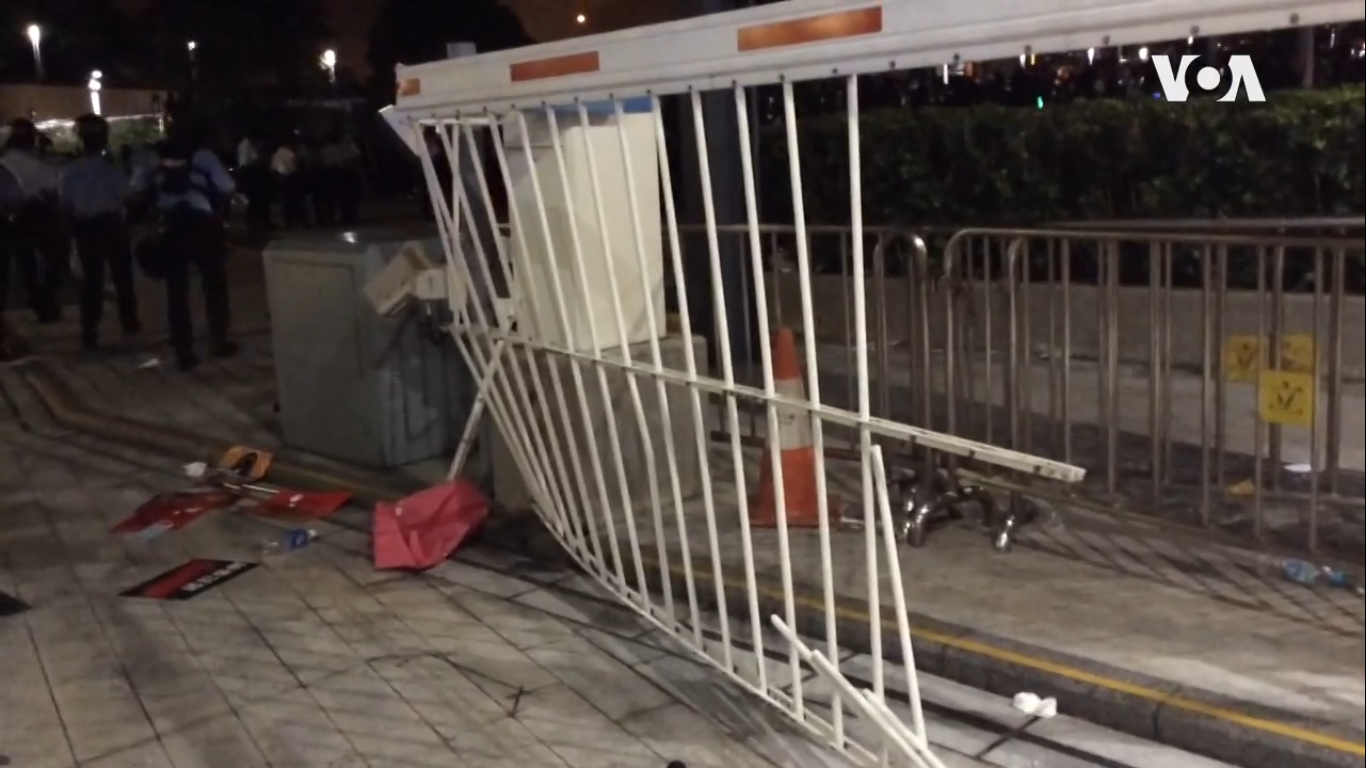
立法会総合ビルの駐車場入り口が破壊された様子
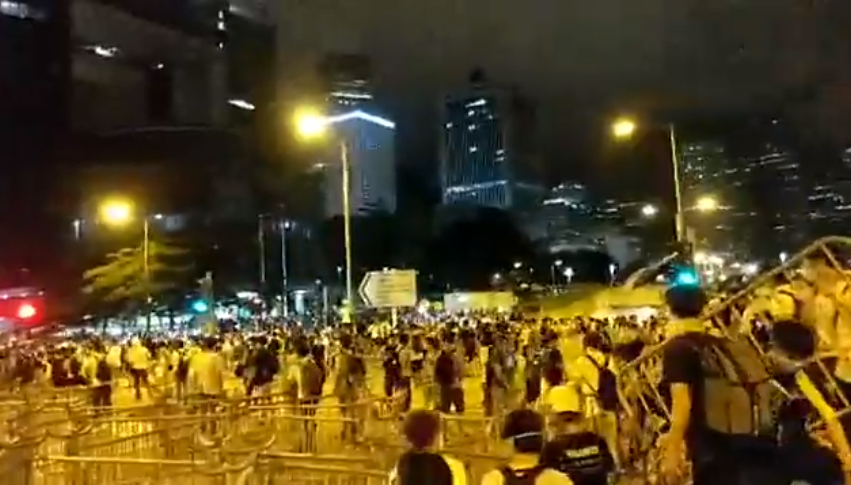
0時すぎにデモ隊数百人が龍和道（中国語版）に移り、バリケードを設けた様子
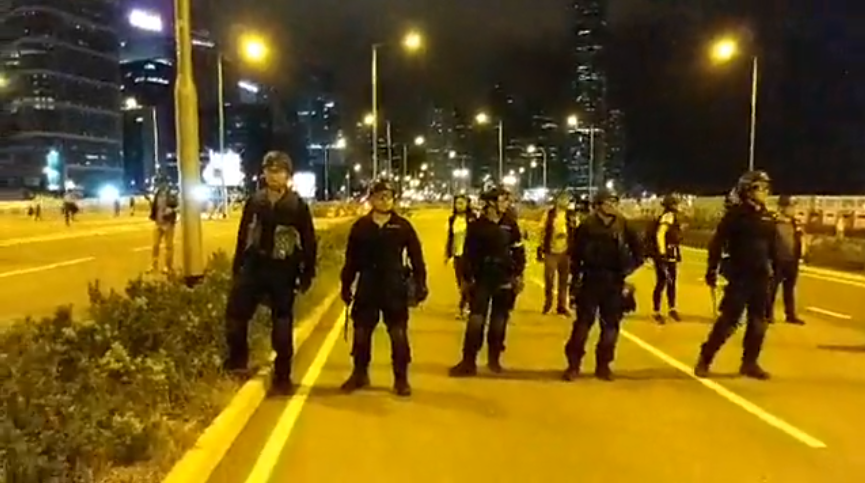
龍和道に立つ特殊戦術小隊
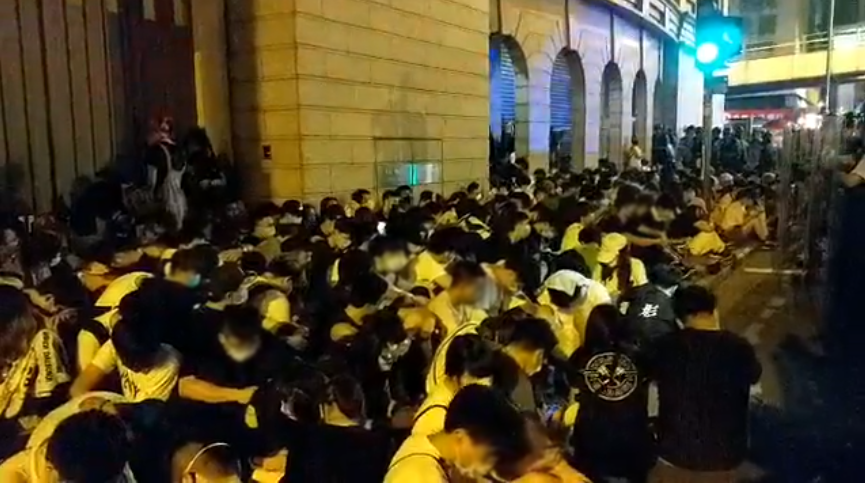
午前3時頃より包囲されたデモ隊358名

## デモ参加者の人数
デモ参加者の人数は、主催者（民間人権陣線）発表の103万人と警察発表の24万人の間で大きな隔たりがあった。そのため、ロイター、BBCニュース、『コロンビア・ジャーナリズム・レビュー』誌、天下雜誌、香港フリープレスは報道で多くの統計法に言及した。香港ではデモに参加した人数が議論になることが多く、2003年7月1日香港デモに関する香港電台の報道では、主催者発表と警察発表の人数に常に数倍の差があるとしている。これらの2つの発表の間をとって実際の人数を概算する人もいる一方、香港大学と香港中文大学の教員で構成される研究グループによる計算結果では、主催者発表にかなり近い数字になったという。過去のデモでは人の手によって参加者を数えていたが、2019年6月9日のデモでは人工知能による参加者数統計が香港で初めて用いられ、より客観的な数値となることが期待された。たとえば、蘋果日報が人工知能を用いた統計では軒尼詩道と馬師道の交差点を通ったデモ参加者だけで少なくとも51万7千人はいたという。この数字は2003年7月1日香港デモの参加者数を超えているが、前出の交差点を通らず近隣の駱克道や莊士敦道を通った参加者、湾仔からデモに参加した者が含まれていないため、実際の参加者数はさらに多いとされる。
ほかにも元立法会議員の姚松炎は86万から138万人と計算した。元経済学教授の雷鼎鳴は、デモ隊の隊列の面積を約5万平方メートルとして、これに1平方メートルあたり3.3人という密度をかけて、さらに終点の人数を数えて合計で187,000人から212,000人としたが、これに対しテキサス州立大学の地理学准教授は、正しい面積は14万8千平方メートルであると指摘した。また、ビッグデータを利用して、デモの関連キーワードのトレンドを追跡した結果、6月8日には487,000人から754,900人という予測が出された。そして、これらの計算と比較し、警察発表の人数があまりにも少ないことから、毅進制という警察発表を揶揄する造語が生まれた。
このように、統計の大半は6月9日のデモの参加者数が2003年7月1日香港デモの参加者数を上回ることを示し、香港におけるデモでは六四天安門事件に関連した1989年5月28日香港デモに次ぐ史上2位となったが、歴代1位であった1989年デモの記録は、この6月9日のデモからわずか1週間後の2019年6月16日香港逃亡犯条例改正案反対デモで破られることになる。

## 反応

### 香港の政界

#### デモ参加者数に対し
民主党はデモの参加者数が100万人に上ったことが市民の怒りを示しているとの見解を表明して、林鄭月娥に責任を負って辞任するよう要求した。公民党は声明を発表し、デモ集会が平和だったにもかかわらず、政府が高慢にも譲歩を拒否したため、デモ参加者を怒らせて衝突を引き起こすとなったと述べ、公民党党首楊岳橋も「今回の法案改正には緊急性がないにもかかわらず、（政府が）強行採決に踏み切ったことは論理に反する」との見解を述べた。また、「正常に機能している政府がこのような大規模なデモに直面した場合、必ず前向きな回答をするものである」とも述べた。一方、建制派の一員で約20万人がデモに参加したという数字を出した雷鼎鳴は主催者発表の103万人を「無乜用腦」（ほとんど頭を使わなかった）とこき下ろした（ただし、雷の計算は誤りが指摘されている）。
政党以外では鄭経翰が6月9日のデモを香港人による、林鄭月娥率いる香港政府への103万票の不信任票として形容した。
中国共産党の機関紙『環球時報』はデモ隊が西側諸国と結託していると主張した。一方、ボイス・オブ・アメリカによると、中国の国営放送は主催者発表の103万人などの統計にわざと言及せず、警察発表の24万人という過小な数字や親共派の「70万人が改正案を支持している」との主張のみを引用して、香港返還以降で最大規模のデモというインパクトを薄めようとしたという。

#### デモ自体に対し
2003年7月1日香港デモと同日にデモ隊側に寝返った自由党の名誉主席田北俊は建制派が選挙で大敗することを憂慮して、政府に改正案の撤回を呼びかけるとともに、行政会議が機能不全に陥っていると批判した。これに対し、自由党と新民党が声明を発表して、逃亡犯条例改正案への支持を改めて表明した。一方、民主党は建制派に対し、「助紂為虐」（「悪人を助けて悪事を働く」という意味の熟語）をしないよう警告した。またメディアでは、香港政府が中国政府の言いなりの状態であるため、中国政府が下した命令に行政長官と建制派がそれに唯々諾々と従うことになる、とする評論がある。
6月9日の23時には政府のスポークスマンが声明を発表して、「一部交通渋滞があったが、デモに参加した人数の多さにしては平和で秩序を保っている」としつつ、「改正案の第二読会は今月12日に立法会で行われる」と予定通りに行うことを発表した。

#### 立法会での衝突に対し

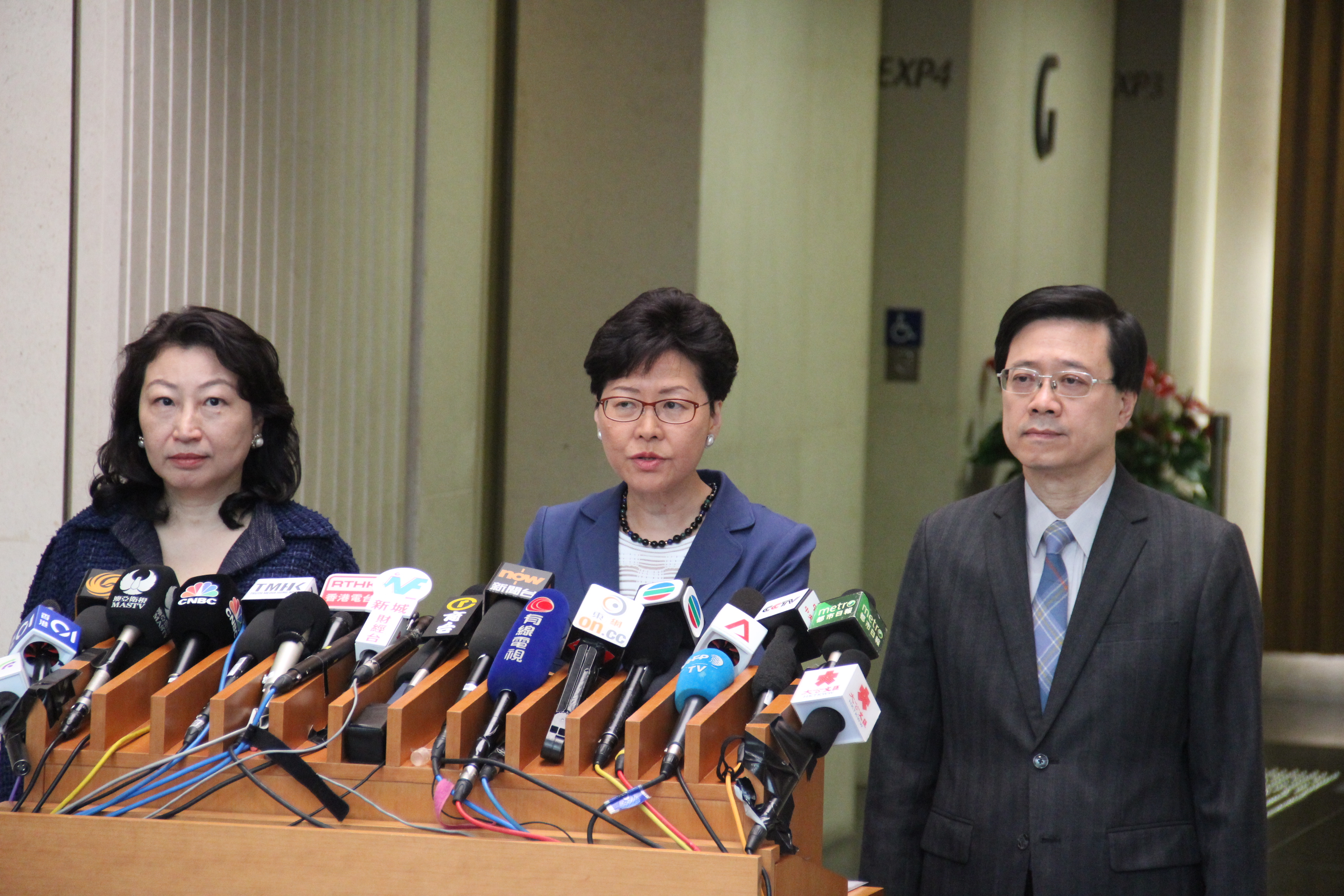
行政長官の林鄭月娥、律政司司長の鄭若驊、保安局長の李家超が6月10日の11時に記者会見を行い、デモ隊を批判している様子

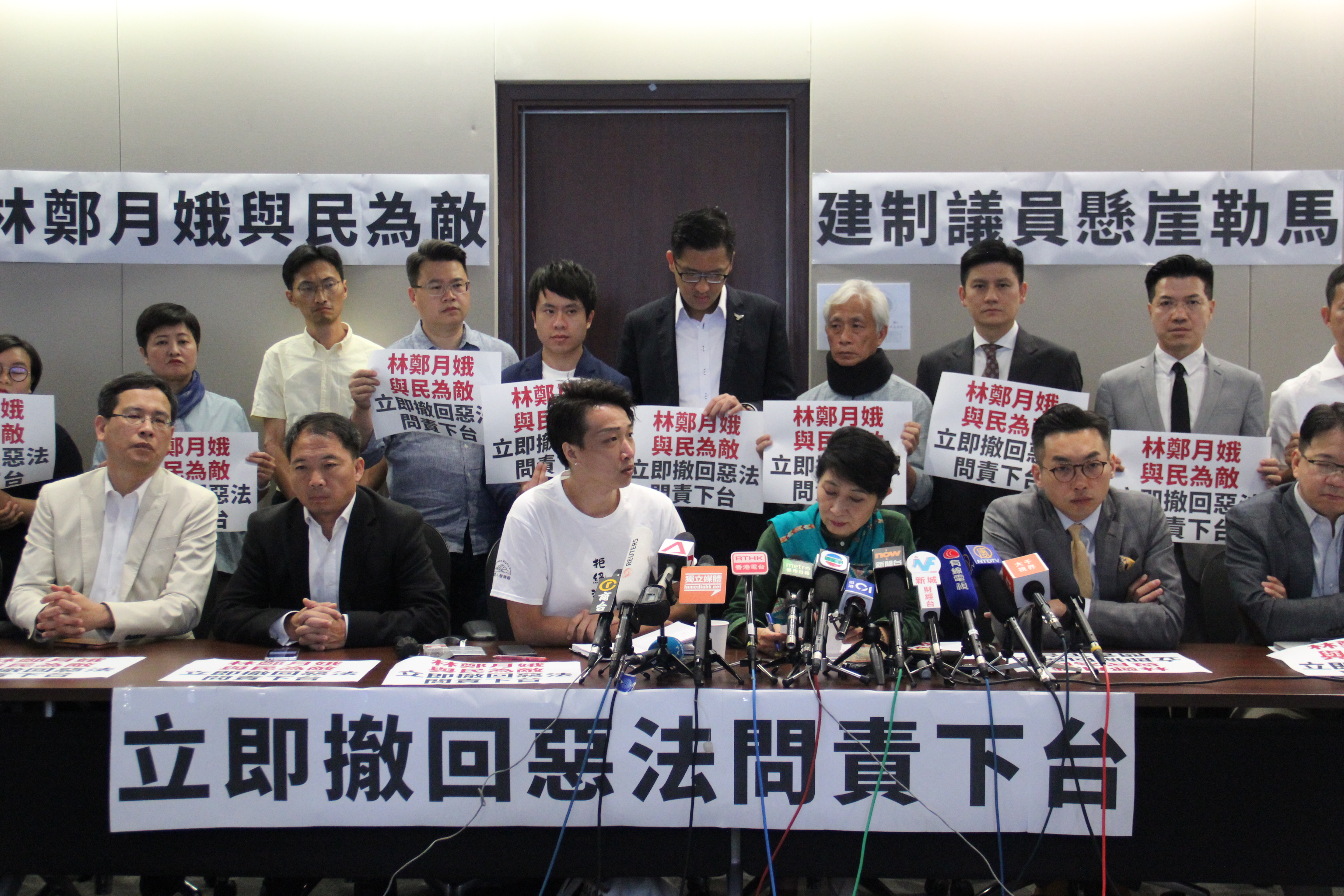
民陣が6月10日の13時に記者会見を行い、次の行動について説明している様子

10日の午前3時、警察局長盧偉聡は記者会見を行った。盧はデモ隊が暴力をはたらいたと批判、これを言論の自由を超えた行動としてとことん追及すると表明した。政務司司長の張建宗も遺憾の意を表明して、法改正が立法会で理性的に議論されることを期待した。
10日の11時、行政長官の林鄭月娥、律政司司長の鄭若驊、保安局長の李家超が記者会見を行い、デモの参加者数の多さを認めたものの、法改正が社会正義を目的とするものであり、問題があるところを見て見ぬふりはできないと述べた。一方、民意にしたがって辞任するかの質問についてははっきりした回答を避けた。
公民党と社会民主連線（社民連）は衝突の責任を負うべきのは林鄭月娥であると主張した。民陣と民主派の諸政党は同10日の13時に記者会見を行い、12日に立法会ビルの包囲を敢行することを表明した。ソーシャルワーカー業界代表議員の張超雄は業界が12日にストライキを行うことを検討していると述べた。民陣の記者会見に出席した民主派諸政党はいずれも政府の民意無視を批判、教育業界代表議員葉建源は政府が独裁的であるとして、公民党党首楊岳橋は政府が香港を統治できていないとして批判した。民主派の立法会議員24名が連名で声明を発表して、林鄭月娥にデモ参加者の要求を受け入れるよう求めた。
10日、政府人員協会、香港公務員労働組合（中国語名：香港公務員總工會、いずれも香港の公務員の労働組合で前者は建制派の香港工会連合会所属）、国家行政学院（中国共産党中央党校）の香港同窓会は連名で声明を発表、デモ隊の一部が市民の安全に危害を及ぼすとして批判した一方、「逃亡犯条例が香港市民に幸福をもたらす」（《逃犯條例》可造福香港市民）と褒め称えた。

### 諸国

#### 中華人民共和国
ラジオ・フランス・アンテルナショナルの報道によると、デモの影響を受け中国共産党中央政治局は逃亡犯条例改正案に対する意見の相違が広がり、中国共産党総書記習近平はデモのビデオをみた後に「香港の情勢が手の付けられない状況になる危険性がある」（香港局勢有失控的危險）と発言した。
中華人民共和国外交部のスポークスマン耿爽は、6月10日の記者会見で中国政府が引き続き逃亡犯条例の改正を支持することを明らかにした。デモの参加者数については警察発表の24万人を採用し、法改正を支持する保公義撐修例大聯盟のインターネット署名運動に80万人以上が参加したことをもって世論が法改正を支持すると断定した。これに対し、前線科技人員という団体は、10秒ごとに署名者数を記録したところ、署名者数が時間に比例して毎日6時から24時まで約1分に60人の速度で増えており、署名運動の数値は全くのデタラメであることが分かったと主張している。また、インターネット上では、「中国人民解放軍が香港の警察内に紛れ込んでいる」という噂が流れたが、耿爽はこれをフェイクニュースであると断じた。

#### 台湾（中華民国）
9日、中華民国総統蔡英文は香港の情勢に注目していると述べ、一国二制度が台湾人にとって選択肢ですらないと表明した。行政院長の蘇貞昌、行政院副院長の陳其邁も同様に香港の情勢への注目を述べた。中国国民党の総統候補選挙に立候補していた郭台銘は香港における一国二制度の実施が失敗したと批判、高雄市長の韓国瑜は最初はよく知らないと発言して批判を受けたが、すぐに声明を発表して、中華民国の主権を守ることと、台湾における一国二制度の実施と台湾独立運動への反対、九二共識への支持を表明した。元新北市長朱立倫も香港における民主制度への関心や一国二制度への反対を表明、台北市長の柯文哲は一国二制度が台湾の主流世論には受け入れられないと発言した。

#### イギリス
イギリスの首相テリーザ・メイは庶民院で香港の逃亡犯条例が1984年の英中共同声明のうち権利と自由を保障する条項に適合する必要があるとの見解を述べ、「多数のイギリス国民が香港に滞在していることから、法改正が引き起こしうる影響について憂慮している」とも述べた。
外務・英連邦大臣ジェレミー・ハントは12日に外務・英連邦省の公式ウェブサイトで声明を発表、香港政府に物議を醸す施策を一時的に停止して、逃亡犯条例改正案への憂慮の声に耳を傾けるよう呼び掛けた。また、英中共同声明に定められている一国二制度の堅持が香港の未来へのカギとなるとも述べた。

#### アメリカ
米国では6月13日にクリス・スミス（共和党所属、ニュージャージー第4選挙区選出下院議員）とジム・マクガヴァン（民主党所属、マサチューセッツ第2選挙区選出下院議員）が連名で香港人権・民主主義法案を提出、アメリカの法律における香港の待遇を、香港における民主的制度の動向や人権と結びつけた。また、大統領ドナルド・トランプは13日に「あれは大規模なデモだった。今日見てみたが、あれは本当に100万人だった」(They’re massive demonstrations. I looked today and that really is a million people)と述べ、ホワイトハウスのアドバイザーはトランプが第14回20か国・地域首脳会合で中国最高指導者の習近平に逃亡犯条例問題について言及する可能性があるとした。

#### カナダ
カナダ外務大臣クリスティア・フリーランドは12日に声明を発表して、カナダが香港の逃亡犯条例改正に注目しており、香港の一連のデモが香港人の憂慮を示していると述べた。また、香港の国際間の名声や香港に滞在しているカナダ国民20万人も影響を受ける可能性があるため、香港政府に対し香港市民や諸外国の声に耳を傾け、条例改正を一時停止するよう求めた。

## 香港以外でのデモ

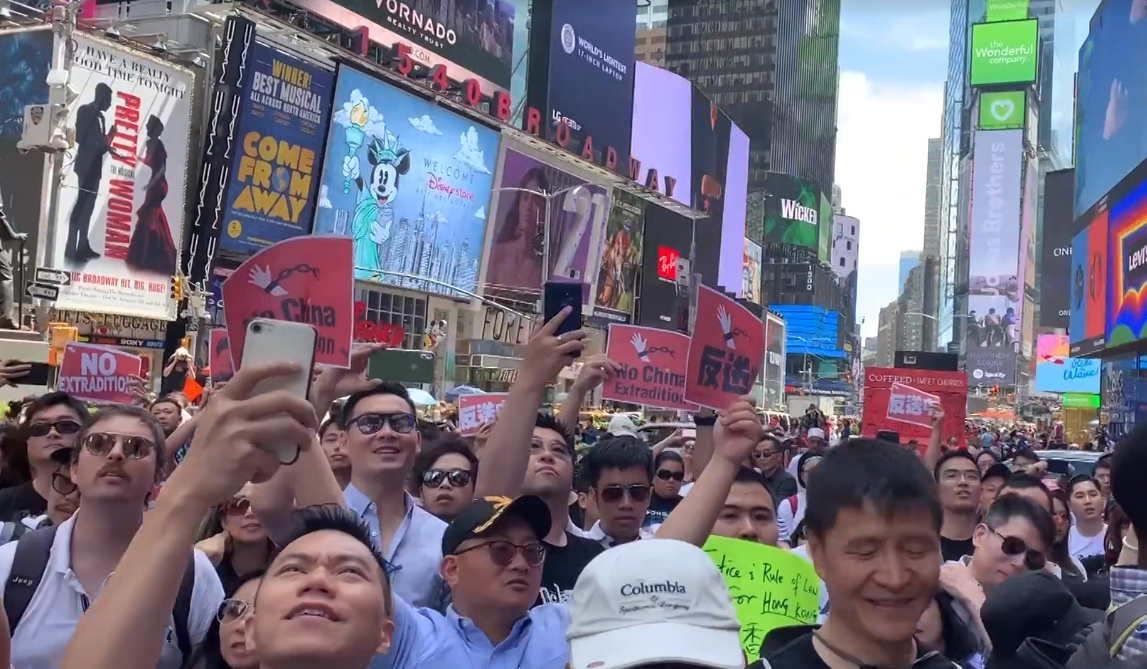
6月9日、ニューヨークのタイムズスクエアで行われたデモ

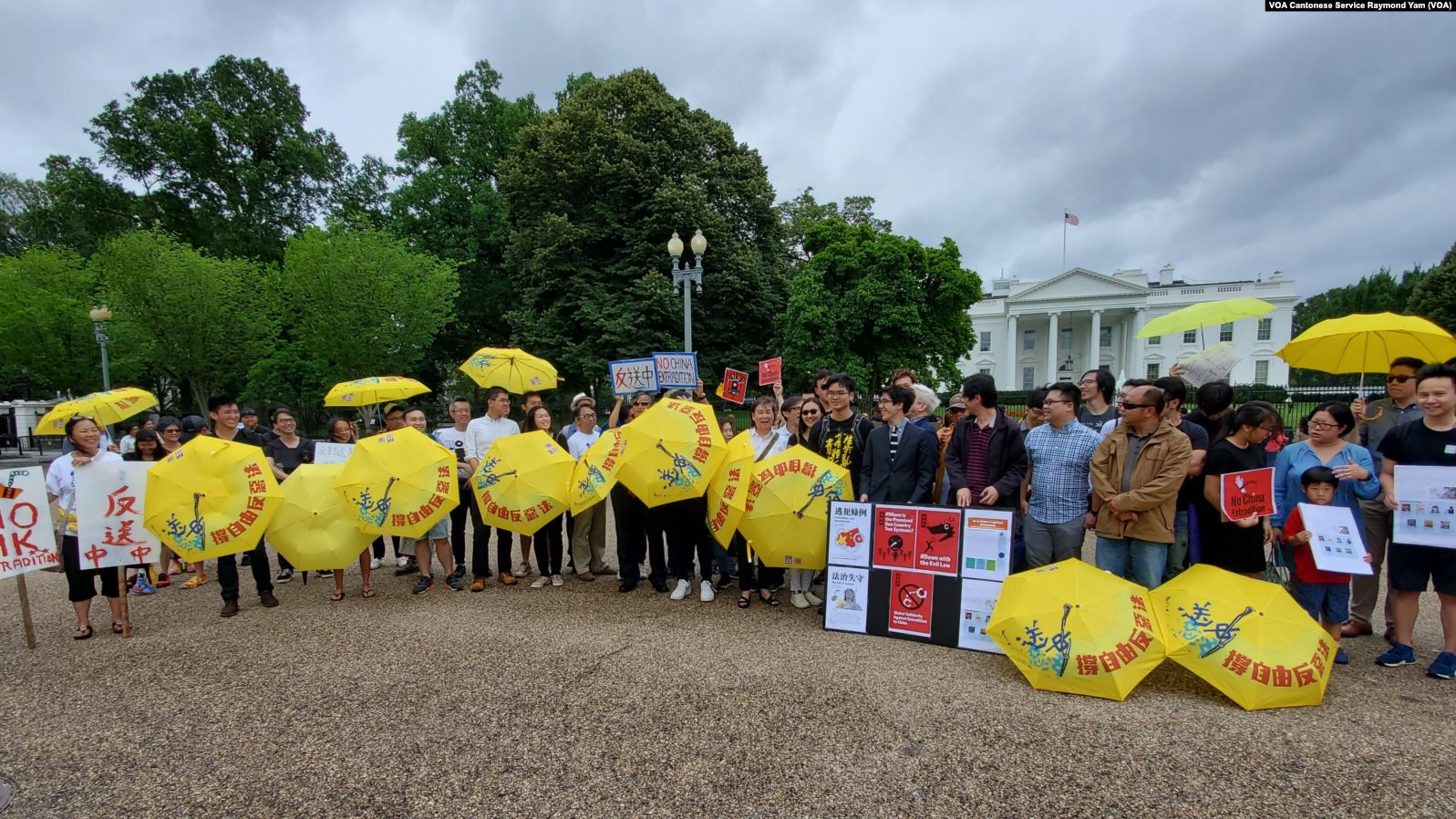
6月9日、ホワイトハウスの北側で行われたデモ

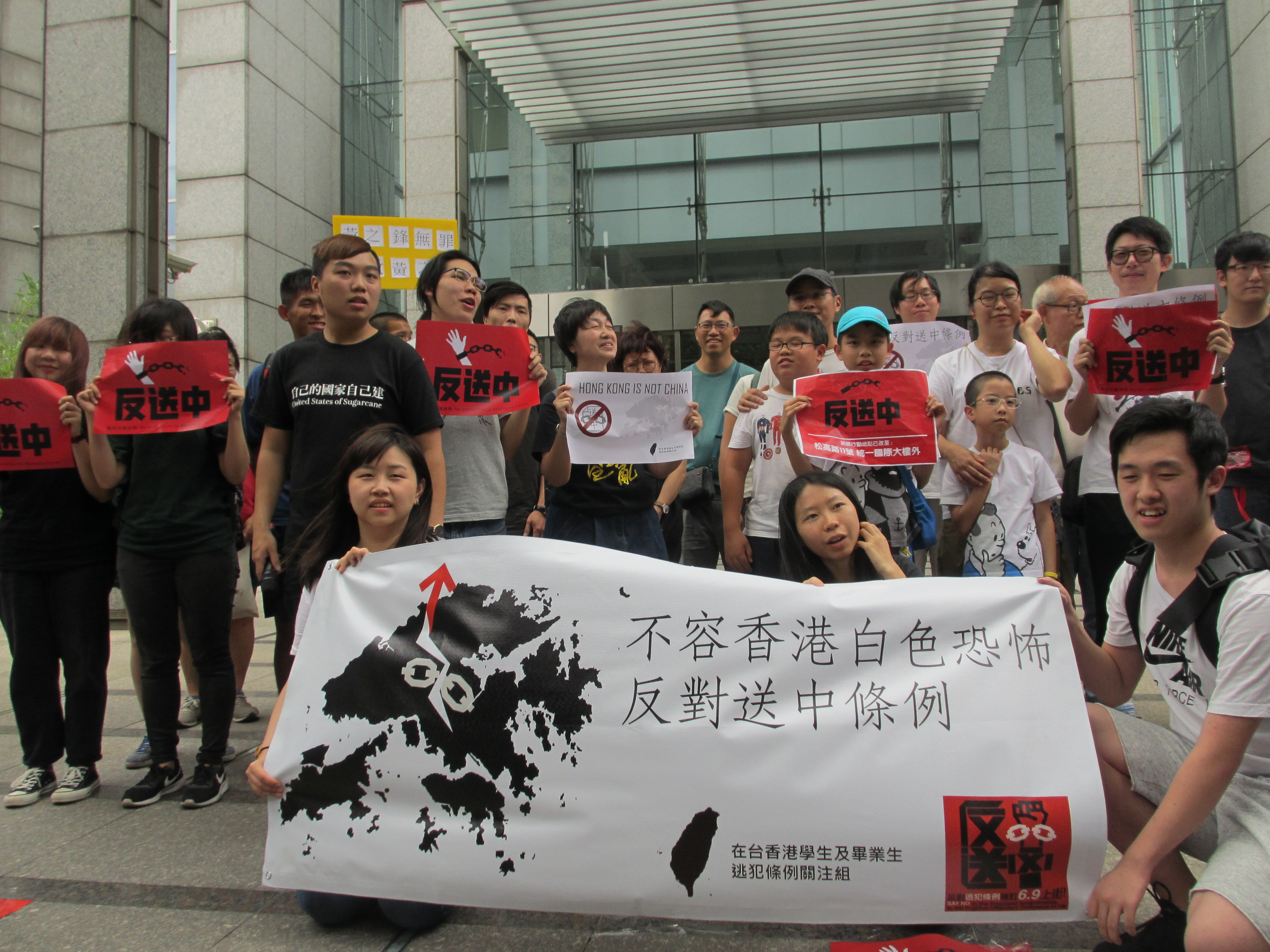
6月9日、台北市で香港からの留学生が行った、逃亡犯条例改正案に反対するための署名運動

香港に合わせて、6月9日に海外の都市で逃亡犯条例改正案の反対デモを主催する団体が続出、6月3日までに6か国16都市の団体がデモ主催を発表した。うちオーストラリアのパースでのデモは9日ではなく8日に行われた。その後、16日までに14か国35都市でデモが行われた。
2019年6月9日から16日まで、逃亡犯条例改正案に反対するデモ行進やデモ集会が開催された都市（香港を除く）は下記の通り（6月17日以降のデモについては2019年6月16日香港逃亡犯条例改正案反対デモを参照）。
| 北アメリカ （11都市） | オセアニア （7都市） | アジア （8都市）                                                                                             | ヨーロッパ （9都市） |
| --- | --- | --- | --- |
| - アメリカ合衆国 - ニューヨーク - ワシントンD.C. - サンフランシスコ - ロサンゼルス - ボストン - シカゴ - シアトル - カナダ - トロント - バンクーバー - オタワ - カルガリー | - オーストラリア - メルボルン - シドニー - ブリスベン - パース - キャンベラ - アデレード - ニュージーランド - オークランド | - 日本 - 東京 - 中華民国（台湾） - 台北市 - 新竹市 - 台中市 - 台南市 - 高雄市 - 屏東市 - 韓国 - ソウル特別市 | - イギリス - ロンドン - ドイツ - ベルリン - フランクフルト・アム・マイン - ケルン - オランダ - アムステルダム - デンマーク - コペンハーゲン - フランス - パリ - ベルギー - ブリュッセル - チェコ - プラハ |

## その後
6月9日のデモ以降、逃亡犯条例改正案反対運動は2019年-2020年香港民主化デモに発展したが、本項では次の大規模デモである2019年6月12日香港逃亡犯条例改正案反対デモまでの展開のみを述べる。

### ゼネスト
6月9日のデモに合わせて、香港各地の店（合計で75軒）が逃亡犯条例改正案への抗議およびデモへの参加を目的として1日間のストライキを宣言した。
6月9日のデモの後に政府が第二読会の予定（6月12日）を変更しないことを発表すると、100毛、アブタイなど400以上の会社が抗議として12日にゼネストを行うことを宣言した。また、新世界第一バスの労働組合は順法闘争(en:Work-to-rile)を決定した。一方、自由党党首鍾國斌は、ゼネストはただの意見表明にすぎず、政府に何ら損害を与えないばかりか自身が損するとして批判した。
建制派でも逃亡犯条例改正案への支持を示すために6月12日の17時よりゼネストを行うという噂があった。
これに対し、交通渋滞を予想した4大会計事務所、スタンダードチャータード銀行、恒生銀行、香港上海銀行は6月12日限定でフレックスタイムを許可した。また鷹君集団のホテルイートンHKは従業員のタマール・パーク集会参加への不反対を表明した。

### 6月12日の反対デモ
6月12日の午前8時、金鐘の添馬公園でデモ集会に参加していた市民が突如夏慤道と龍和道を占拠して、香港立法会による改正案の第二読会を阻止しようとした。このとき、デモ隊が歩道のレンガ舗装を掘り起こして武器として使用したほか、警察側が催涙弾約150枚、ビーンバッグ弾20発、ゴム弾数発を使用した結果、80人以上が負傷し、うちデモ隊数人が頭部を撃たれ重傷となった。